# بری‌کلا
بریکلا، روستایی از توابع بخش چمستان شهرستان نور در استان مازندران ایران می باشد.

## جمعیت
این روستا در دهستان میان‌رود (نور) قرار دارد و براساس سرشماری مرکز آمار ایران در سال ۱۳۸۵، جمعیت آن ۳۵۱ نفر (۸۵خانوار) بوده‌است. مردم این روستا به زبان مازندرانی صحبت میکنند.